# Just Dance Now
Just Dance Now es un juego de danza de la serie de videojuegos Just Dance, desarrollado por Ubisoft. El juego fue lanzado el 25 de septiembre de 2014 en las tiendas App Store y Google Play en todo el mundo, probablemente dirigido a personas que no poseen consolas o quieren jugar sin necesidad de estas.

## Modo de Juego
Este juego, al igual que en anteriores entregas, consiste en imitar a un entrenador, que se muestra en pantalla como si se tratase de un espejo, y así obtener X, OK, GOOD o PERFECT y YEAH! en los movimientos “GOLD” dependiendo del desempeño del jugador. El dispositivo móvil servirá como detector de movimientos al igual que lo hacen el Wiimote y el PlayStation Move, para Nintendo Wii (y Wii U) y PlayStation 3 respectivamente. La pantalla deberá estar conectada a internet y sincronizada al dispositivo móvil (proceso el cual se lleva a cabo en la página de Just Dance Now) y podrá ser desde un ordenador hasta un Televisor Inteligente. El juego permite un número ilimitado de personas para unirse a una partida sin importar la conexión del dispositivo, ya sea 2G, 3G, 4G o simplemente Wi-Fi.

## VIP
El juego permite compras, que consisten en suscripciones cuyos precios varían según la duración de estas, estas suscripciones a diferencia del modo gratuito permitirán el acceso al catálogo completo de canciones y eliminación de publicidad, además permitirá la creación de salas VIP a las que jugadores que no lo son, se pueden unir.

## Lista de canciones
El juego hasta ahora cuenta con 593 canciones hasta el momento. A continuación se muestra la lista de canciones (no se muestran todas)
| Canción                                                | Artista                                                              | Año                          | Modo                | Bailarín (bailarines) | Juego Original                                               |
| ------------------------------------------------------ | -------------------------------------------------------------------- | ---------------------------- | ------------------- | --------------------- | ------------------------------------------------------------ |
| "#thatPOWER"                                           | will.i.am feat. Justin Bieber                                        | 2013                         | Cuarteto            | ♀/♂/♂/♀               | Just Dance 2014                                              |
| "24K Magic"                                            | Bruno Mars                                                           | 2016                         | Dúo                 | ♂/♂                   | Just Dance 2018                                              |
| "365"                                                  | Zedd & Katy Perry                                                    | 2019                         | Solo                | ♀                     | Just Dance 2020                                              |
| "7 rings"                                              | Ariana Grande                                                        | 2019                         | Trío                | ♀/♀/♀                 | Just Dance 2020                                              |
| "99 Luftballons"*                                      | Nena (Rutschen Planeten)                                             | 1983 (Original) 2013 (Cover) | Dúo                 | ♂/♀                   | Just Dance 2014                                              |
| "A Little Party Never Killed Nobody (All We Got)"      | Fergie feat. Q-Tip & GoonRock                                        | 2013                         | Solo                | ♂                     | Just Dance 2019                                              |
| "Acceptable in the 80s" (R)                            | Calvin Harris                                                        | 2007                         | Solo                | ♀                     | Just Dance                                                   |
| "Accidentally in Love"*                                | Counting Crows (The Just Dance Kids)                                 | 2004 (Original) 2011 (Cover) | Solo                | ♀                     | Just Dance Kids 2                                            |
| "Adeyyo"                                               | Ece Seçkin                                                           | 2016                         | Solo                | ♀                     | Just Dance 2019                                              |
| "Ain't My Fault"                                       | Zara Larsson                                                         | 2016                         | Solo                | ♀                     | Just Dance Unlimited                                         |
| "Airplanes" (R)                                        | B.o.B feat. Hayley Williams                                          | 2010                         | Solo                | ♂                     | Just Dance 3 (Target/Zellers Edition (NTSC)/Xbox 360 (PAL))  |
| "All About That Bass"                                  | Meghan Trainor                                                       | 2014                         | Solo                | ♀                     | Just Dance 2016                                              |
| "All About Us"                                         | Jordan Fisher                                                        | 2016                         | Trío                | ♀/♂/♀                 | Just Dance 2017                                              |
| "All You Gotta Do (All You Gotta Do (Is Just Dance))"* | Tom Salta and Benjamin Samara feat. Missi Hale (The Just Dance Band) | 2017                         | Solo                | ♂                     | Just Dance 2018                                              |
| "Always Look On The Bright Side Of Life"*              | Monty Python (The Frankie Bostello Orchestra)                        | 1979 (Original) 2004 (Cover) | Cuarteto            | ♂/♀/♂/♀               | Just Dance 2020                                              |
| "Am I Wrong" (VIP)                                     | Nico & Vinz                                                          | 2013                         | Solo                | ♂                     | Just Dance Unlimited                                         |
| "Amazing Girl"*                                        | Nathaniel Cooper & Lee Gordon (The Girly Team)                       | 2017                         | Solo                | ♀                     | Just Dance 2018 (Modo para niños)                            |
| "American Girl"                                        | Bonnie McKee                                                         | 2013                         | Solo                | ♀                     | Just Dance 2014 (DLC)                                        |
| "Animals"                                              | Martin Garrix                                                        | 2013                         | Dúo                 | ♂/♂                   | Just Dance 2016                                              |
| "Another One Bites The Dust"                           | Queen                                                                | 1980                         | Cuarteto            | ♂/♀/♂/♀               | Just Dance 2018                                              |
| "Apache (Jump on It)"(R)                               | The Sugarhill Gang                                                   | 1981                         | Solo                | ♂                     | Just Dance 3                                                 |
| "Applause"                                             | Lady Gaga                                                            | 2013                         | Solo                | ♀                     | Just Dance 2014                                              |
| "Aquarius/Let the Sunshine In"*                        | The 5th Dimension (The Sunlight Shakers)                             | 1969                         | Dúo                 | ♀/♀                   | Just Dance 2014                                              |
| "Aserejé (The Ketchup Song)"                           | Las Ketchup                                                          | 2002                         | Dúo                 | ♀/♀                   | Just Dance 4                                                 |
| "Automaton"                                            | Jamiroquai                                                           | 2017                         | Solo                | ♂                     | Just Dance 2018                                              |
| "Baby Girl"*(R)                                        | LT and Rican (Reggaeton)                                             | 2009                         | Solo                | ♂                     | Just Dance 2                                                 |
| "Baby One More Time"* (R)                              | Britney Spears (The Girly Team)                                      | 1998 (Original) 2011 (Cover) | Cuarteto            | ♀/♀/♀/♀               | Just Dance 3                                                 |
| "Baby Shark"                                           | Pinkfong                                                             | 2016                         | Dúo                 | ♀/♂                   | Just Dance 2020 (Modo para niños)                            |
| "Bad Boy"                                              | Riton & Kah-Lo                                                       | 2018                         | Dúo                 | ♀/♀                   | Just Dance 2020                                              |
| "Bad Guy [bad guy]"                                    | Billie Eilish                                                        | 2019                         | Solo                | ♀                     | Just Dance 2020                                              |
| "Bad Liar"                                             | Selena Gomez                                                         | 2017                         | Solo                | ♀                     | Just Dance 2018                                              |
| "Bad Romance"                                          | Lady Gaga                                                            | 2009                         | Trío                | ♀/♀/♀                 | Just Dance 2015                                              |
| "Bailar"                                               | Deorro Ft. Elvis Crespo                                              | 2016                         | Solo                | ♂                     | Just Dance 2017                                              |
| "Balkan Blast Remix"*                                  | Ari Pulkkinen (Angry Birds)                                          | 2015                         | Cuarteto            | ♂/♂/♂/♂               | Just Dance 2016                                              |
| "Bang"                                                 | Anitta                                                               | 2015                         | Solo                | ♀                     | Just Dance 2017                                              |
| "Bang Bang"                                            | Jessie J, Ariana Grande and Nicki Minaj                              | 2014                         | Cuarteto            | ♀/♀/♀/♀               | Just Dance 2015                                              |
| "Bang Bang Bang"                                       | BIGBANG                                                              | 2015                         | Trío                | ♂/♂/♂                 | Just Dance 2019                                              |
| "Bangarang"                                            | Skrillex feat. Sirah                                                 | 2011                         | Solo                | ♂                     | Just Dance 2020                                              |
| "Barbie Girl"* (R)                                     | Aqua (Countdown Dee's Hit Explossion)                                | 1997                         | Dúo                 | ♀/♂                   | Just Dance 2 (DLC)                                           |
| "Bassa Sababa"                                         | Netta                                                                | 2019                         | Solo                | ♀                     | Just Dance 2020                                              |
| "Beauty and a Beat"                                    | Justin Bieber feat. Nicki Minaj                                      | 2012                         | Solo                | ♂                     | Just Dance 4                                                 |
| "Beep Beep I'm A Sheep"                                | LilDeuceDeuce feat. BlackGryph0n & TomSka                            | 2017                         | Solo                | ♂                     | Just Dance 2018 (Modo para niños)                            |
| "Better When I'm Dancin''" (VIP)                       | Meghan Trainor                                                       | 2015                         | Solo                | ♀                     | Just Dance Unlimited                                         |
| "Beware of the Boys (Mundian To Bach Ke)"              | Panjabi MC                                                           | 1998                         | Cuarteto            | ♀/♀/♀/♀               | Just Dance 4                                                 |
| "Big Girl (You Are Beautiful)" (R)                     | MIKA                                                                 | 2007                         | Solo                | ♀                     | Just Dance 2                                                 |
| "Birthday"                                             | Katy Perry                                                           | 2013                         | Solo                | ♀                     | Just Dance 2015                                              |
| "Blame"                                                | Calvin Harris feat. John Newman                                      | 2014                         | Solo                | ♂                     | Just Dance 2016                                              |
| "Blow Your Mind (Mwah)"                                | Dua Lipa                                                             | 2016                         | Solo                | ♀                     | Just Dance 2018                                              |
| "Blue (Da Ba Dee)"*                                    | Eiffel 65 (Hit The Electro Beat)                                     | 1998                         | Solo                | ♂                     | Just Dance 2018 (Modo para niños)                            |
| "Blurred Lines"                                        | Robin Thicke feat. Pharrell Williams                                 | 2013                         | Dúo                 | ♂/♂                   | Just Dance 2014                                              |
| "Bonbon"                                               | Era Istrefi                                                          | 2015                         | Solo                | ♀                     | Just Dance 2017                                              |
| "Boogie Wonderland"* (R)                               | Earth, Wind & Fire feat. The Emotions (Groove Century)               | 1979 (Original) 2011 (Cover) | Cuarteto            | ♀/♂/♂/♀               | Just Dance 3                                                 |
| "Boogiesaurus"*                                        | John Anthony (A. Caveman & The Backseats)                            | 2003                         | Solo                | ♂                     | Just Dance 2019 (Modo para niños                             |
| "Boom"* (R)                                            | MC Mágico & Alex Wilson (Reggaeton Storm)                            | 2006                         | Solo                | ♀                     | Just Dance 3                                                 |
| "Boom Boom"                                            | Iggy Azalea feat. Zedd                                               | 2017                         | Trío                | ♂/♀/♂                 | Just Dance 2018                                              |
| "Boom Clap"                                            | Charli XCX                                                           | 2014                         | Solo                | ♀                     | Just Dance 2015 (DLC)                                        |
| "Born This Way"                                        | Lady Gaga                                                            | 2011                         | Trío                | ♂/♀/♀                 | Just Dance 2016                                              |
| "Boys"                                                 | Lizzo                                                                | 2018                         | Solo                | ♂-♂-♂-♂-♂             | Just Dance Unlimited                                         |
| "Boys (Summertime Love)"*                              | Sabrina Salerno (The Lemon Cubes)                                    | 1987 (Original) 2015 (Cover) | Trío                | ♂/♀/♂                 | Just Dance 2016                                              |
| "Break Free"                                           | Ariana Grande feat. Zedd                                             | 2014                         | Solo                | ♀                     | Just Dance 2015 (Free DLC)                                   |
| "Bubble Pop!"                                          | HyunA                                                                | 2011                         | Trío                | ♀/♀/♀                 | Just Dance 2018 (Modo para niños)                            |
| "Built For This"                                       | Becky G                                                              | 2013                         | Solo                | ♀                     | Just Dance 2015                                              |
| "Bum Bum Tam Tam"                                      | MC Fioti, Future, J Balvin, Stefflon Don & Juan Magán                | 2017                         | Dúo                 | ♀/♂                   | Just Dance 2019                                              |
| "C'mon"                                                | Kesha [Ke$ha]                                                        | 2012                         | Dúo                 | ♀/♂                   | Just Dance 2014                                              |
| "Cake By The Ocean"                                    | DNCE                                                                 | 2015                         | Solo                | ♂                     | Just Dance 2017                                              |
| "California Gurls" (R)                                 | Katy Perry feat. Snoop Dogg                                          | 2010                         | Solo                | ♀                     | Just Dance 3                                                 |
| "Calypso"                                              | Luis Fonsi feat. Stefflon Don                                        | 2018                         | Solo                | ♀                     | Just Dance 2019                                              |
| "Can't Feel My Face"                                   | The Weeknd                                                           | 2015                         | Solo                | ♂                     | Just Dance 2017                                              |
| "Can't Get Enough"                                     | Becky G feat. Pitbull                                                | 2013                         | Solo                | ♀                     | Just Dance 2014 (DLC)                                        |
| "Can't Take My Eyes Off You"*                          | Frankie Valli (Boys Town Gang)                                       | 1967 (Original) 1982 (Cover) | Dúo                 | ♀/♀                   | Just Dance 4                                                 |
| "Carmen (Ouverture)"*                                  | Georges Bizet (The Just Dance Orchestra)                             | 1875 (Original) 2017 (Cover) | Dúo                 | ♂/♂                   | Just Dance 2018 (Modo para niños)                            |
| "Carnaval Boom"                                        | Latino Sunset                                                        | 2016                         | Solo                | ♀                     | Just Dance 2017                                              |
| "Cercavo Amore"                                        | Emma Marrone                                                         | 2012                         | Solo                | ♀                     | Just Dance 4 (PAL)                                           |
| "Chantaje"                                             | Shakira feat. Maluma                                                 | 2016                         | Dúo                 | ♀/♂                   | Just Dance 2018                                              |
| "Cheap Thrills"                                        | Sia feat. Sean Paul                                                  | 2016                         | Solo                | ♀                     | Just Dance 2017                                              |
| "Cheerleader (Felix Jaehn Remix)" (VIP)                | OMI                                                                  | 2014                         | Cuarteto            | ♂/♀/♂/♀               | Just Dance Unlimited                                         |
| "Chiwawa"                                              | Wanko Ni Mero Mero                                                   | 2015                         | Solo                | ♀                     | Just Dance 2016                                              |
| "Circus"                                               | Britney Spears                                                       | 2008                         | Cuarteto            | ♀/♀/♀/♀               | Just Dance 2016                                              |
| "Cola Song"                                            | INNA feat. J Balvin                                                  | 2014                         | Solo                | ♀                     | Just Dance 2017                                              |
| "Con Altura"                                           | ROSALÍA & J Balvin feat. Eñ Guincho                                  | 2019                         | Solo                | ♀                     | Just Dance 2020                                              |
| "Con Calma"                                            | Daddy Yankee feat. Snow                                              | 2019                         | Dúo                 | ♂/♂                   | Just Dance 2020                                              |
| "Cool for the Summer"                                  | Demi Lovato                                                          | 2015                         | Solo                | ♀                     | Just Dance 2016                                              |
| "Copacabana"*                                          | Barry Manilow (Frankie Bostello)                                     | 1978 (Original) 2013 (Cover) | Cuarteto            | ♀/♂/♀/♂               | Just Dance 2016                                              |
| "Cosmic Girl" (R)                                      | Jamiroquai                                                           | 1996                         | Solo                | ♀                     | Just Dance 2                                                 |
| "Cosmic Party"                                         | Equinox Stars                                                        | N/A                          | Solo                | ♀                     | Just Dance 2019                                              |
| "Cotton Eye Joe" (R)                                   | Rednex                                                               | 1994                         | Solo                | ♀                     | Just Dance                                                   |
| "Crazy Christmas" (R)                                  | Santa Clones                                                         | 2010                         | Solo                | ♂                     | Just Dance 2 (DLC)                                           |
| "Crazy Little Thing Called Love" (R)                   | Queen                                                                | 1979                         | Dúo                 | ♀/♂                   | Just Dance 3                                                 |
| "Criminal"                                             | Natti Natasha & Ozuna                                                | 2017                         | Dúo                 | ♀/♂                   | Just Dance Unlimited                                         |
| "Crucified"                                            | Army of Lovers                                                       | 1991                         | Cuarteto            | ♀/♂/♀/♂               | Just Dance 4                                                 |
| "Crying Blood"                                         | V V Brown                                                            | 2008                         | Solo                | ♀                     | Just Dance 2 (DLC)                                           |
| "Dagomba"                                              | Sorcerer                                                             | 2010                         | Solo                | ♂                     | Just Dance 2                                                 |
| "Danse (Pop Version)"                                  | Tal                                                                  | 2013                         | Solo                | ♀                     | Just Dance 2014 (PAL)                                        |
| "Die Young"                                            | Kesha                                                                | 2012                         | Dúo                 | ♀/♀                   | Just Dance 4 DLC                                             |
| "Diggin' in the Dirt"                                  | Stefanie Heinzmann                                                   | 2012                         | Solo                | ♀                     | Just Dance 4 (PAL)                                           |
| "Domino"                                               | Jessie J                                                             | 2011                         | Solo                | ♀                     | Just Dance 4 (Wii U)                                         |
| "Don't Worry, Be Happy"*                               | Bobby McFerrin (The Bench Men)                                       | 1988                         | Trío                | ♂/♂/♂                 | Just Dance 2015                                              |
| "Don't You Worry Child"                                | Swedish House Mafia feat. John Martin                                | 2012                         | Solo                | ♂                     | Just Dance 2014 DLC                                          |
| "Down by the Riverside" (R)                            | The Reverend Horatio Duncan and Amos Sweets                          | 1927                         | Solo                | ♀                     | Just Dance 2 DLC                                             |
| "Drop The Mambo"                                       | Diva Carmina                                                         | 2015                         | Solo                | ♀ (♂)                 | Just Dance 2016                                              |
| "Dynamite" (R)                                         | Taio Cruz                                                            | 2010                         | Dance Crew          | ♂/♀/♀/♂               | Just Dance 3                                                 |
| "E.T." (R)                                             | Katy Perry                                                           | 2011                         | Solo                | ♀                     | Just Dance 3 (Best Buy Edition (NTSC)/Special Edition (PAL)) |
| "Epic Sirtaki"*                                        | Zorba the Greek (The Bouzouki's)                                     | 1964                         | Trio                | ♂/♂/♂                 | Just Dance 2015                                              |
| "Eye of the Tiger" (R)                                 | Survivor                                                             | 1982                         | Solo                | ♀                     | Just Dance                                                   |
| "Fame"* (R)                                            | Irene Cara (The Girly Team)                                          | 1980                         | Solo                | ♀                     | Just Dance                                                   |
| "Fancy"                                                | Iggy Azalea feat. Charli XCX                                         | 2014                         | Trio                | ♀/♀/♀                 | Just Dance 2016                                              |
| "Feel So Right"                                        | Imposs feat. Konshens                                                | 2013                         | Solo                | ♀                     | Just Dance 2014                                              |
| "The Final Countdown"                                  | Europe                                                               | 1986                         | Duet                | ♂/♂                   | Just Dance 4                                                 |
| "Firework" (R)                                         | Katy Perry                                                           | 2010                         | Solo                | ♀                     | Just Dance 2 DLC                                             |
| "Flashdance... What a Feeling"*                        | Irene Cara (The Girly Team)                                          | 1983                         | Solo                | ♀                     | Just Dance 2014                                              |
| "Fun"                                                  | Pitbull feat. Chris Brown                                            | 2015                         | Solo                | ♀                     | Just Dance 2016                                              |
| "Funky Town"* (R)                                      | Lipps Inc. (Sweat Invaders)                                          | 1980                         | Solo                | ♂                     | Just Dance 2 (Best Buy Edition) (NTSC)                       |
| "Futebol Crazy" (R)                                    | The World Cup Girls                                                  | 2010                         | Solo                | ♀                     | Just Dance 2 DLC                                             |
| "Gangnam Style"                                        | PSY                                                                  | 2012                         | Duet                | ♂/♀-♂-♀               | Just Dance 4 DLC                                             |
| "Gentleman"                                            | PSY                                                                  | 2013                         | Solo                | ♂                     | Just Dance 2014                                              |
| "I Get Around"                                         | The Beach Boys                                                       | 1966                         | Solo                | ♂                     | Just Dance                                                   |
| “Georgia”                                              | Tiggs Da Author                                                      | 2015                         | Solo                |                       | Just Dance 2021                                              |
| “Get Ugly”                                             | Jason Derulo                                                         | 2015                         | Trio                | ♀/♂/♀                 | Just Dance Unlimited                                         |
| "Ghostbusters"                                         | Ray Parker, Jr.                                                      | 1984                         | Dance Crew          | ♂/♂/♂/♂               | Just Dance 2014                                              |
| "Gibberish"                                            | MAX                                                                  | 2015                         | Duet                | ♀/♂                   | Just Dance 2016                                              |
| "Gimme! Gimme! Gimme! (A Man After Midnight)"          | ABBA                                                                 | 1979                         | Solo                | ♀                     | Just Dance 2014                                              |
| "Girlfriend"                                           | Avril Lavigne                                                        | 2007                         | Duet                | ♀/♀                   | Just Dance 2                                                 |
| "Girls Just Wanna Have Fun" (R)                        | Cyndi Lauper                                                         | 1983                         | Solo                | ♀                     | Just Dance                                                   |
| "Good Feeling"                                         | Flo Rida                                                             | 2011                         | Solo                | ♂                     | Just Dance 4                                                 |
| "Hangover (BaBaBa)"                                    | Buraka Som Sistema                                                   | 2011                         | Duet                | ♀/♂                   | Just Dance 2016                                              |
| "Happy"                                                | Pharrell Williams                                                    | 2013                         | Solo                | ♂                     | Just Dance 2015                                              |
| "Heart Of Glass" (R)                                   | Blondie                                                              | 1979                         | Solo                | ♀                     | Just Dance                                                   |
| "Heartbeat Song"                                       | Kelly Clarkson                                                       | 2015                         | Solo                | ♀                     | Just Dance 2016                                              |
| "Heavy Cross"                                          | Gossip                                                               | 2009                         | Solo                | ♀                     | Just Dance 4 DLC                                             |
| "Hey Mama"                                             | David Guetta feat. Nicki Minaj, Bebe Rexha and Afrojack              | 2015                         | Trio                | ♂/♀/♂                 | Just Dance 2016                                              |
| "Hey Ya!" (R)                                          | OutKast                                                              | 2003                         | Solo                | ♂                     | Just Dance 2                                                 |
| "Hit 'Em Up Style (Oops!)"                             | Blu Cantrell                                                         | 2001                         | Solo                | ♀                     | Just Dance 4                                                 |
| "Hit the Lights"                                       | Selena Gomez & the Scene                                             | 2012                         | Solo                | ♀                     | Just Dance 4 DLC                                             |
| "Hit The Road Jack"*                                   | Ray Charles (Charles Percy)                                          | 1961                         | Duet                | ♂/♀                   | Just Dance 2016                                              |
| "Hold My Hand" (VIP)                                   | Jess Glynne                                                          | 2015                         | Solo                | ♂                     | Just Dance Unlimited                                         |
| "Holding Out for a Hero"                               | Bonnie Tyler                                                         | 1984                         | Solo                | ♂                     | Just Dance 2015                                              |
| "Holiday"* (R)                                         | Madonna (The Hit Crew)                                               | 1983                         | Solo                | ♀                     | Just Dance 2                                                 |
| "Hot N Cold" (Chick Version) (R)                       | Katy Perry                                                           | 2008                         | Solo                | ♀                     | Just Dance                                                   |
| "Hot Stuff"                                            | Donna Summer                                                         | 1979                         | Duet                | ♀/♂                   | Just Dance 2                                                 |
| "Hungarian Dance No. 5" (JD)                           | Johannes Brahms (Brahms by Just Dance Classical Orchestra)           | 1880                         | Duet                | ♀*/♂*                 | Just Dance 3                                                 |
| "Idealistic" (R)                                       | Digitalism                                                           | 2007                         | Solo                | ♀                     | Just Dance 2                                                 |
| "Ievan Polkka"                                         | Hatsune Miku                                                         | 2007                         | Solo                | ♀                     | Just Dance 2016                                              |
| "Love Ward"                                            | Hatsune Miku                                                         | 2009                         | Solo                |                       | Just Dance 2018                                              |
| "I Feel Love"                                          | Donna Summer                                                         | 1977                         | Solo                | ♀                     | Just Dance 3                                                 |
| "I Gotta Feeling"                                      | The Black Eyed Peas                                                  | 2009                         | Solo                | ♂                     | Just Dance 2016                                              |
| "I Kissed A Girl"                                      | Katy Perry                                                           | 2008                         | Solo                | ♀                     | Just Dance 2014                                              |
| "I Like It"                                            | The Blackout Allstars                                                | 1994                         | Duet                | ♀/♂                   | Just Dance                                                   |
| "I'm an Albatraoz"                                     | AronChupa                                                            | 2014                         | Solo                | ♀                     | Just Dance 2016                                              |
| "India Waale"                                          | Cast of Happy New Year                                               | 2014                         | Duet                | ♂/♀                   | Just Dance 2016                                              |
| "I Need Your Love"                                     | Calvin Harris feat. Ellie Goulding                                   | 2013                         | Solo                | ♀                     | Just Dance 2014 DLC                                          |
| "Irish Meadow Dance"                                   | O'Callaghan's Orchestra                                              | 2015                         | Dance Crew          | ♂/♀/♂/♀               | Just Dance 2016                                              |
| "Isidora"                                              | Bog Bog Orkestar                                                     | 2013                         | Solo                | ♂                     | Just Dance 2014                                              |
| "Istanbul (Not Constantinople)"                        | They Might Be Giants                                                 | 1990                         | Dance Crew          | ♂/♀/♂/♂               | Just Dance 4                                                 |
| "It's Raining Men"                                     | The Weather Girls                                                    | 1982                         | Solo                | ♀                     | Just Dance 2                                                 |
| "It's You"                                             | Duck Sauce                                                           | 2013                         | Solo                | ♂                     | Just Dance 2014                                              |
| "I Was Made for Lovin' You"                            | Kiss                                                                 | 1979                         | Dance Crew          | ♂/♂/♀/♂               | Just Dance 3                                                 |
| "I Will Survive"                                       | Gloria Gaynor                                                        | 1978                         | Solo                | ♂                     | Just Dance 2014                                              |
| "I Want You Back" (R)                                  | Jackson 5                                                            | 1969                         | Solo                | ♂                     | Just Dance 2                                                 |
| "Jai Ho (You Are My Destiny)" (R)                      | A.R. Rahman and the Pussycat Dolls feat. Nicole Scherzinger          | 2009                         | Solo                | ♀                     | Just Dance 2 (Best Buy Edition) (NTSC)                       |
| "Jailhouse Rock"                                       | Elvis Presley                                                        | 1957                         | Dance Crew          | ♂/♀/♂/♀               | Just Dance 4                                                 |
| "Jambo Mambo"                                          | Ole Orquesta                                                         | 2011                         | Duet                | ♀/♂                   | Just Dance 3 DLC                                             |
| "Jump (For My Love)"                                   | Girls Aloud                                                          | 2003                         | Duet                | ♀/♀                   | Just Dance 3                                                 |
| "Junto a Ti"                                           | Disney's Violetta                                                    | 2012                         | Trio                | ♀/♀/♀                 | Just Dance 2016                                              |
| "Just a Gigolo"                                        | Louis Prima                                                          | 1956                         | Duet                | ♂/♀                   | Just Dance 2014                                              |
| "Just Dance"                                           | Lady Gaga feat. Colby O'Donis                                        | 2008                         | Solo                | ♀                     | Just Dance 2014                                              |
| "Kaboom Pow"                                           | Nikki Yanofsky                                                       | 2014                         | Solo                | ♀                     | Just Dance 2016                                              |
| "Katti Kalandal" (R)                                   | Bollywood                                                            | 1980                         | Duet                | ♀/♂                   | Just Dance 2                                                 |
| "Kool Kontact"                                         | Glorious Black Belts                                                 | 2015                         | Duet                | ♂/♂                   | Just Dance 2016                                              |
| "Kurio ko uddah le jana"*                              | Lata Mangeshkar & S. P. Balasubrahmanyam (Bollywood Rainbow)         | 1994                         | Duet                | ♀/♂                   | Just Dance 3                                                 |
| "Kung Fu Fighting"                                     | Carl Douglas                                                         | 1974                         | Duet                | ♂/♂                   | Just Dance 2 DLC                                             |
| "Land of 1000 Dances"                                  | Wilson Pickett                                                       | 1966                         | Solo                | ♂                     | Just Dance 3                                                 |
| "Le Freak"                                             | Chic                                                                 | 1978                         | Solo                | ♀                     | Just Dance                                                   |
| "Let It Go" (VIP)                                      | Disney's Frozen                                                      | 2013                         | Duet                | ♀/♀                   | Just Dance 2015                                              |
| "Let's Groove"*                                        | Earth, Wind & Fire (Equinox Stars)                                   | 1981                         | Trio                | ♂/♂/♂                 | Just Dance 2016                                              |
| "Lights"                                               | Ellie Goulding                                                       | 2011                         | Solo                | ♀                     | Just Dance 2016                                              |
| "Lollipop"                                             | Mika                                                                 | 2007                         | Solo                | ♀                     | Just Dance 3                                                 |
| "Love Boat"*                                           | Jack Jones (Frankie Bostello)                                        | 1979                         | Solo                | ♂                     | Just Dance 2014                                              |
| "Love Is All"*                                         | Roger Glover (The Sunlight Shakers)                                  | 1974                         | Duet                | ♀/♂                   | Just Dance 2015                                              |
| "Love You like a Love Song"                            | Selena Gomez & the Scene                                             | 2011                         | Solo                | ♀                     | Just Dance 4                                                 |
| "Mamasita" (R)                                         | Latino Sunset                                                        | 2011                         | Duet                | ♀/♂                   | Just Dance 3                                                 |
| "Mambo No. 5"                                          | Lou Bega (incorrectly credited as The Lemon Cubes)                   | 1999                         | Duet                | ♂/♀                   | Just Dance 2 DLC                                             |
| "Maneater"                                             | Nelly Furtado                                                        | 2006                         | Solo                | ♀                     | Just Dance 4                                                 |
| "Maps"                                                 | Maroon 5                                                             | 2014                         | Solo                | ♀                     | Just Dance 2015                                              |
| "Mashed Potato Time"                                   | Dee Dee Sharp                                                        | 1962                         | Solo                | ♀                     | Just Dance                                                   |
| "Miss Understood"                                      | Sammie                                                               | 2013                         | Solo                | ♀                     | Just Dance 2014                                              |
| "Moskau"*                                              | Dschinghis Khan (Dancing Bros.)                                      | 1979                         | Duet                | ♂/♀                   | Just Dance 2014                                              |
| "Monster Mash"*                                        | Bobby "Boris" Pickett (The Frightners)                               | 1962                         | Solo                | ♂                     | Just Dance 2                                                 |
| "Movement is Happiness (Find Your Thing)"              | Avishay Goren & Yossi Cohen                                          | 2014                         | Solo                | ♀                     | Just Dance 2015                                              |
| "Moves like Jagger"                                    | Maroon 5 feat. Christina Aguilera                                    | 2011                         | Solo                | ♂                     | Just Dance 4                                                 |
| "Move Your Feet"                                       | Junior Senior                                                        | 2003                         | Solo                | ♂                     | Just Dance 2                                                 |
| "Mr. Saxobeat"                                         | Alexandra Stan                                                       | 2011                         | Solo                | ♀                     | Just Dance 4                                                 |
| "Mugsy Baloney" (R)                                    | Charleston                                                           | 1924                         | Duet                | ♀/♂                   | Just Dance 2                                                 |
| "My Main Girl"                                         | MainStreet                                                           | 2013                         | Solo                | ♀                     | Just Dance 2014 DLC                                          |
| "Never Can Say Goodbye"                                | Gloria Gaynor                                                        | 1974                         | Solo                | ♀                     | Just Dance 2015                                              |
| "Nitro Bot"                                            | Sentai Express                                                       | 2013                         | Duet                | ♂/♀                   | Just Dance 2014                                              |
| "Nine in the Afternoon"                                | Panic! at the Disco                                                  | 2008                         | Duet                | ♀/♂                   | Just Dance 2 DLC                                             |
| "No Control"                                           | One Direction                                                        | 2014                         | Dance Crew          | ♂/♂/♂/♂               | Just Dance 2016                                              |
| "No Limit" (R)                                         | 2 Unlimited                                                          | 1993                         | Duet                | ♀/♂                   | Just Dance 3                                                 |
| "Oath"                                                 | Cher Lloyd feat. Becky G                                             | 2012                         | Duet                | ♀/♀                   | Just Dance 4 DLC                                             |
| "Oh No!"                                               | Marina and the Diamonds                                              | 2010                         | Solo                | ♀                     | Just Dance 4                                                 |
| "One Way or Another (Teenage Kicks)"                   | One Direction                                                        | 2013                         | Solo                | ♂                     | Just Dance 2014 DLC                                          |
| "Oops!... I Did It Again"*                             | Britney Spears (The Girly Team)                                      | 2000                         | Dance Crew          | ♀/♀/♀/♀               | Just Dance 4                                                 |
| "The Other Side"                                       | Jason Derulo                                                         | 2013                         | Solo                | ♂                     | Just Dance 2014 (NTSC)                                       |
| "Part of Me"                                           | Katy Perry                                                           | 2012                         | Solo                | ♀                     | Just Dance 4 DLC                                             |
| "Party Rock Anthem" (R)                                | LMFAO feat. Lauren Bennett and GoonRock                              | 2011                         | Solo                | ♂                     | Just Dance 3                                                 |
| "Pound the Alarm"                                      | Nicki Minaj                                                          | 2012                         | Dance Crew          | ♀/♀/♀/♀               | Just Dance 2014                                              |
| "Primadonna"                                           | Marina and the Diamonds                                              | 2012                         | Solo                | ♀                     | Just Dance 4 DLC                                             |
| "Prince Ali" (VIP)                                     | Cast of Disney's Aladdin                                             | 1992                         | Dance Crew          | ♂/♀/♂/♂               | Just Dance 2014                                              |
| "Professor Pumplestickle"                              | Nick Phoenix and Thomas J. Bergersen                                 | 2006                         | Duet                | ♂/♂                   | Just Dance 2 DLC                                             |
| "Promiscuous"                                          | Nelly Furtado feat. Timbaland                                        | 2006                         | Duet                | ♀/♂                   | Just Dance 3                                                 |
| "Rabiosa"                                              | Shakira feat. El Cata                                                | 2011                         | Solo                | ♀                     | Just Dance 2016                                              |
| "Rasputin" (R)                                         | Boney M                                                              | 1978                         | Solo                | ♂                     | Just Dance 2                                                 |
| "Roar"                                                 | Katy Perry                                                           | 2013                         | Solo                | ♀                     | Just Dance 2014 DLC                                          |
| "Rock n' Roll (Will Take You to the Mountain)"         | Skrillex                                                             | 2010                         | Solo                | ♂                     | Just Dance 4                                                 |
| "Rock n Roll"                                          | Avril Lavigne                                                        | 2013                         | Solo                | ♀                     | Just Dance 2014 DLC                                          |
| "Safe and Sound" (R)                                   | Capital Cities                                                       | 2011                         | Solo                | ♀-♂-♀-♂-♀             | Just Dance 2014 (Fructis Promotion)                          |
| "Sexy And I Know It"                                   | LMFAO                                                                | 2011                         | Solo                | ♂                     | Just Dance 2014 DLC                                          |
| "She's Got Me Dancing" (R)                             | Tommy Sparks                                                         | 2009                         | Solo                | ♂                     | Just Dance 3                                                 |
| "Shut Up and Dance" (VIP)                              | Walk the Moon                                                        | 2014                         | Duet                | ♀/♂                   | Just Dance Unlimited                                         |
| "So Glamorous"                                         | The Girly Team                                                       | 2012                         | Solo                | ♀                     | Just Dance 4 DLC                                             |
| "Somethin' Stupid"                                     | Robbie Williams and Nicole Kidman                                    | 2001                         | Duet                | ♀/♂                   | Just Dance 3                                                 |
| "Soul Searchin'"                                       | Groove Century                                                       | 2011                         | Solo                | ♂                     | Just Dance 3 DLC                                             |
| "Spectronizer"                                         | Sentai Express                                                       | 2011                         | Dance Crew          | ♀/♂/♂/♂               | Just Dance 3                                                 |
| "Stadium Flow"                                         | Imposs                                                               | 2015                         | Solo                | ♂                     | Just Dance 2016                                              |
| "Starships"                                            | Nicki Minaj                                                          | 2012                         | Solo                | ♀                     | Just Dance 2014                                              |
| "Step by Step" (R)                                     | New Kids on the Block                                                | 1990                         | Solo                | ♂                     | Just Dance                                                   |
| "Stuck on a Feeling"                                   | Prince Royce                                                         | 2014                         | Solo                | ♂                     | Just Dance 2016                                              |
| "Summer"                                               | Calvin Harris                                                        | 2014                         | Solo                | ♀                     | Just Dance 2015                                              |
| "Super Bass"                                           | Nicki Minaj                                                          | 2011                         | Solo                | ♀                     | Just Dance 4                                                 |
| "Sway (Quien Sera)"* (R)                               | Michael Buble (Marine Band)                                          | 2004                         | Duet                | ♀/♂                   | Just Dance 2                                                 |
| "Superstition"                                         | Stevie Wonder                                                        | 1972                         | Solo                | ♂                     | Just Dance 4                                                 |
| "Take Me Out" (VIP)                                    | Franz Ferdinand                                                      | 2004                         | Solo                | ♀                     | Just Dance 2                                                 |
| "Take On Me"                                           | a-ha                                                                 | 1985                         | Solo                | ♂                     | Just Dance 3                                                 |
| "Taste the Feeling"                                    | Avicii vs. Conrad Sewell                                             | 2016                         | Solo                | ♂                     | Just Dance Unlimited                                         |
| "Teacher"                                              | Nick Jonas                                                           | 2014                         | Solo                | ♂                     | Just Dance 2016                                              |
| "Teenage Dream" (R)                                    | Katy Perry                                                           | 2010                         | Solo                | ♀                     | Just Dance 3 (Best Buy Edition (NTSC)/Special Edition (PAL)) |
| "That's the Way (I Like It)" (R)                       | KC and the Sunshine Band                                             | 1975                         | Solo                | ♂                     | Just Dance                                                   |
| "The Choice Is Yours"                                  | Darius Dante Van Dijk                                                | 2015                         | Solo                | ♂                     | Just Dance 2016                                              |
| "The Greatest"                                         | Sia                                                                  | 2016                         | Solo                | ♀                     | Just Dance Unlimited                                         |
| "The Master Blaster"                                   | Inspector Marceau                                                    | 2011                         | Duet                | ♀/♂                   | Just Dance 3                                                 |
| "These Boots Are Made for Walkin'"*                    | Nancy Sinatra (The Girly Team)                                       | 1966                         | Solo                | ♀                     | Just Dance 2016                                              |
| "This Is Halloween"                                    | Danny Elfman                                                         | 1993                         | Dance Crew          | ♀/♂/♂/♀               | Just Dance 3                                                 |
| "This Is How We Do"                                    | Katy Perry                                                           | 2014                         | Dance Crew          | ♀/♀/♀/♀               | Just Dance 2016                                              |
| "Tik Tok"                                              | Kesha                                                                | 2009                         | Solo                | ♀                     | Just Dance 2                                                 |
| "Till I Find You"                                      | Austin Mahone                                                        | 2014                         | Solo                | ♂                     | Just Dance 2015 (NTSC)                                       |
| "Time Warp"*                                           | Cast of The Rocky Horror Picture Show (Halloween Thrills)            | 1975                         | Dance Crew          | ♂/♀/♀/♂               | Just Dance 4                                                 |
| "Tribal Dance"                                         | 2 Unlimited                                                          | 1993                         | Duet                | ♀/♂                   | Just Dance 4                                                 |
| "Turn Up the Love"                                     | Far East Movement feat. Cover Drive                                  | 2012                         | Duet                | ♂/♀                   | Just Dance 2014                                              |
| "Twist and Shake it" (R)                               | The Girly Team                                                       | 2008                         | Duet                | ♀/♀                   | Just Dance 3 DLC                                             |
| "U Can't Touch This"*                                  | MC Hammer (Groove Century)                                           | 1990                         | Solo                | ♂                     | Just Dance                                                   |
| "Under the Sea"*                                       | Cast of Disney's The Little Mermaid                                  | 1989                         | Solo/Seated Dance   | ♀                     | Just Dance 2016                                              |
| "Uptown Funk"                                          | Mark Ronson feat. Bruno Mars                                         | 2014                         | Solo                | ♂-♀-♂-♀               | Just Dance 2016                                              |
| "Wake Me Up"                                           | Avicii feat. Aloe Blacc                                              | 2013                         | Solo                | ♂                     | Just Dance 2014 DLC                                          |
| "Waking Up in Vegas"                                   | Katy Perry                                                           | 2009                         | Solo                | ♀                     | Just Dance 2014 (Popchips Promotion & DLC)                   |
| "Walk Like An Egyptian"                                | The Bangles                                                          | 1986                         | Solo                | ♀                     | Just Dance 2                                                 |
| "Walk This Way" (VIP)                                  | Run-D.M.C. and Aerosmith                                             | 1986                         | Dance Crew          | ♂/♂/♂/♂               | Just Dance 2015                                              |
| "Want to Want Me"                                      | Jason Derulo                                                         | 2015                         | Solo                | ♂                     | Just Dance 2016                                              |
| "Want U Back"                                          | Cher Lloyd feat. Astro                                               | 2012                         | Solo                | ♀                     | Just Dance 4 (Wii U)                                         |
| "The Way"                                              | Ariana Grande feat. Mac Miller                                       | 2013                         | Duet                | ♂/♀                   | Just Dance 2014                                              |
| "We R Who We R"                                        | Kesha                                                                | 2010                         | Solo                | ♀                     | Just Dance 4 DLC                                             |
| "We No Speak Americano"*                               | Yolanda Be Cool and DCUP (Hit the Electro Beat)                      | 2010                         | Solo                | ♂                     | Just Dance 4                                                 |
| "What About Love"                                      | Austin Mahone                                                        | 2013                         | Solo                | ♂                     | Just Dance 2014 DLC                                          |
| "When the Rain Begins to Fall"*                        | Jermaine Jackson and Pia Zadora (Sky Trucking)                       | 1984                         | Duet                | ♀/♂                   | Just Dance 2016                                              |
| "Who Let the Dogs Out?"*                               | Baha Men (The Sunlight Shakers)                                      | 2000                         | Solo                | ♂                     | Just Dance                                                   |
| "Why Oh Why"                                           | Love Letter                                                          | 2010                         | Duet                | ♀/♂                   | Just Dance 2 DLC                                             |
| "Wild"                                                 | Jessie J feat. Big Sean                                              | 2013                         | Solo                | ♀                     | Just Dance 2014                                              |
| "William Tell - Overture"                              | Rossini                                                              | 1828                         | Duet                | ♂/♂                   | Just Dance 2016                                              |
| "The World is Ours" (7)                                | David Correy feat. Monobloco                                         | 2014                         | Solo + Hold My Hand | ♂ -> ♀/♂/♂/♀/♂        | Just Dance 2014 DLC                                          |
| "XMas Tree"                                            | Bollywood Santa                                                      | 2014                         | Duet                | ♀/♂                   | Just Dance 2015                                              |
| "Y.M.C.A."                                             | Village People                                                       | 1978                         | Dance Crew          | ♂*/♂*/♂*/♂*           | Just Dance 2014                                              |
| "You Can't Hurry Love"                                 | The Supremes                                                         | 1966                         | Duet                | ♀/♀                   | Just Dance 2 DLC                                             |
| "You Make Me Feel..."                                  | Cobra Starship feat. Sabi                                            | 2011                         | Solo                | ♀                     | Just Dance 4 (Cheetos Promotion & DLC)                       |
| "You Never Can Tell"*                                  | Chuck Berry (A. Caveman and The Backseats)                           | 1964                         | Duet                | ♂/♀                   | Just Dance 2016                                              |
| "You're On My Mind"                                    | Imposs feat. J. Perry                                                | 2014                         | Dance Crew Mashup   | Various               | Just Dance 2015                                              |
| "You're the First, the Last, My Everything"            | Barry White                                                          | 1974                         | Dance Crew          | ♂/♂/♂/♂               | Just Dance 4                                                 |
| "You're The One That I Want"                           | John Travolta and Olivia Newton-John (From the movie Grease)         | 1978                         | Duet/Sing Along     | ♀/♂                   | Just Dance 2016                                              |
| "Youth"                                                | Troye Sivan                                                          | 2015                         | Solo                | ♂                     | Just Dance Unlimited                                         |
| "Smile (Улыбайся)" (VIP)                               | IOWA                                                                 | 2012                         | Solo                | ♀                     | Just Dance Unlimited                                         |

- Un "*" indica que la canción es una versión de portada, no la original.
- () Los paréntesis en la columna Artista indican el artista de la portada o el crédito real de la canción.
- () Los paréntesis en la columna Canción indican el nombre completo de la canción
- [] Los corchetes en la columna Canción indican que el nombre fue estilizado para consolas de octava generación
- [] Los corchetes en la columna Artista indica como es el nombre de forma estilizada
- Un "(F)" indica que la canción es de libre acceso.
- Un "(7)" indica que la aplicación debe haber sido jugada durante siete días seguidos para desbloquear la canción antes del 23 de octubre de 2015.
- Un "(R)" indica que la rutina para la canción ha sido rehecha, y diferirá del diseño original de su debut original.
- Un "(VIP)" indica que se requiere un pase VIP para acceder a la canción.
- Un "♀*" o "♂*" indica que el bailarín es un bailarín que regresa.
- En la columna Juego Original si algún juego o modo aparece tachado, es porque esa canción fue eliminada de ese juego

## Modos Alternativos
La aplicación proporciona modos alternativos exclusivos. A diferencia de otros juegos Just Dance, estos modos están disponibles para jugar desde el principio. Un pase VIP es necesario para acceder a ellas.

### Coreografías Alternativas
| Canción                                           | Artista                                               | Año                          | Modo                                       | Bailarín(es) |
| ------------------------------------------------- | ----------------------------------------------------- | ---------------------------- | ------------------------------------------ | ------------ |
| "#thatPOWER"                                      | will.i.am feat. Justin Bieber                         | 2013                         | Versión Extrema/Solo                       | ♂            |
| "#thatPOWER"                                      | will.i.am feat. Justin Bieber                         | 2013                         | Modo Escenario/Trío                        | ♂/♂/♂        |
| "24K Magic"                                       | Bruno Mars                                            | 2016                         | Versión Extrema/Solo                       | ♂            |
| "7 rings"                                         | Ariana Grande                                         | 2019                         | Versión Extrema/Solo                       | ♀            |
| "A Little Party Never Killed Nobody (All We Got)" | Fergie feat. Q-Tip, GoonRock                          | 2013                         | Versión Años Veinte (Versión Mafiosa)/Trío | ♂/♀/♂        |
| "All About That Bass"                             | Meghan Trainor                                        | 2014                         | Versión Flor y Abeja/Dúo                   | ♂/♀          |
| "Animals"                                         | Martin Garrix                                         | 2013                         | Versión Extrema/Solo                       | ♂            |
| "Another One Bites The Dust"                      | Queen                                                 | 1980                         | Versión Acrobática/Solo                    | ♂            |
| "Automaton"                                       | Jamiroquai                                            | 2017                         | Versión Tomate/Solo                        | ♂            |
| "Bang Bang Bang"                                  | BIGBANG                                               | 2015                         | Versión Extrema/Solo                       | ♂            |
| "Bang Bang Bang"                                  | BIGBANG                                               | 2015                         | Versión VIP/Solo                           | ♂            |
| "Bangarang"                                       | Skrillex feat. Sirah                                  | 2011                         | Versión Extrema/Solo                       | ♂            |
| "Blurred Lines"                                   | Robin Thicke feat. Pharrell Williams                  | 2013                         | Versión Extrema/Solo                       | ♀            |
| "Blurred Lines"                                   | Robin Thicke feat. Pharrell Williams                  | 2013                         | Versión Fanmade/Dúo                        | ♂/♀          |
| "Born This Way"                                   | Lady Gaga                                             | 2011                         | Versión Nerd/Solo                          | ♂            |
| "Bubble Pop!"                                     | HyunA                                                 | 2011                         | Versión Goma de Mascar/Cuarteto            | ♀/♂/♀/♂      |
| "Bum Bum Tam Tam"                                 | Mc Fioti, Future, J Balvin, Stefflon Don & Juan Magan | 2017                         | Versión de los Científicos Malvados/Dúo    | ♂/♂          |
| "Cake By The Ocean"                               | DNCE                                                  | 2013                         | Versión con Auriculares/Dúo                | ♀/♂          |
| "Can't Take My Eyes Off You"*                     | Frankie Valli (Boys Town Gang)                        | 1967 (Original) 1982 (Cover) | Version de Luchador/Solo                   | ♂            |
| "Chantaje"                                        | Shakira feat. Maluma                                  | 2016                         | Versión del Metro/Trío                     | ♀/♀/♀        |
| "Cheap Thrills"                                   | Sia feat. Sean Paul                                   | 2016                         | Versión de Bollywood/Dúo                   | ♀/♂          |
| "Chiwawa"                                         | Wanko Ni Mero Mero                                    | 2015                         | Versión Remasterizada por Barbie/Solo      | ♀            |
| "Circus"                                          | Britney Spears                                        | 2008                         | Versión Extrema/Solo                       | ♀            |
| "Cola Song"                                       | INNA feat. J Balvin                                   | 2014                         | Versión de Caramelo/Cuarteto               | ♂/♀/♂/♀      |
| "Despacito"                                       | Luis Fonsi feat. Daddy Yankee                         | 2017                         | Versión Extrema/Solo                       | ♂            |
| "Dharma"                                          | Headhunterz & KSHMR                                   | 2016                         | Versión de Lucha/Dúo                       | ♂/♂          |
| "Don't Stop Me Now"                               | Queen                                                 | 1979                         | Versión Panda/Solo                         | ♂            |
| "El Tiki"                                         | Maluma                                                | 2015                         | Versión Trío/Trío                          | ♀/♂/♀        |
| "Fancy"                                           | Iggy Azalea feat. Charli XCX                          | 2014                         | Versión India/Solo                         | ♀            |
| "Finesse (Remix)"                                 | Bruno Mars feat. Cardi B                              | 2018                         | Versión Extrema/Solo                       | ♀            |
| "Gentleman"                                       | PSY                                                   | 2013                         | Versión Fitness/Solo                       | ♀            |
| "Ghostbusters"                                    | Ray Parker, Jr.                                       | 1984                         | Versión Fitness/Solo                       | ♀            |
| "Gimme! Gimme! Gimme! (A Man After Midnight)"     | ABBA                                                  | 1979                         | Modo Escenario/Trío                        | ♂/♀/♂        |
| "God Is A Woman"                                  | Ariana Grande                                         | 2018                         | Versión Diosa/Solo                         | ♀            |
| "Good Feeling"                                    | Flo Rida                                              | 2011                         | Versión Extrema/Solo                       | ♂            |
| "Happy"                                           | Pharrell Williams                                     | 2013                         | Versión Sing Along/Trío                    | ♂/♂/♂        |
| "Havana"                                          | Camila Cabello                                        | 2017                         | Versión Tango/Dúo                          | ♂/♀          |
| "Hey Mama"                                        | David Guetta feat. Nicki Minaj, Bebe Rexha & Afrojack | 2014                         | Versión Geisha/Trío                        | ♀/♀/♀        |
| "Hips Don't Lie"                                  | Shakira feat. Wyclef Jean                             | 2005                         | Versión de Sumo/Dúo                        | ♂/♂          |
| "I Kissed A Girl"                                 | Katy Perry                                            | 2008                         | On Stage Mode/Trio                         | ♂/♀/♀        |
| "I Kissed A Girl"                                 | Katy Perry                                            | 2008                         | Sweat Version/Solo                         | ♀            |
| "I Will Survive"                                  | Gloria Gaynor                                         | 1978                         | On Stage Mode/Trio                         | ♂/♀/♂        |
| "It's You"                                        | Duck Sauce                                            | 2013                         | Sweat Version/Solo                         | ♀            |
| "Jailhouse Rock"                                  | Elvis Presley                                         | 1957                         | Line Dance/Solo                            | ♀ ♂ ♀        |
| "Just Dance"                                      | Lady Gaga feat. Colby O'Donis                         | 2008                         | On Stage Mode/Trio                         | ♀/♀/♀        |
| "Just Dance"                                      | Lady Gaga feat. Colby O'Donis                         | 2008                         | Sweat Version/Solo                         | ♂            |
| "Let It Go"*                                      | Disney's Frozen                                       | 2013                         | Sing Along/Solo                            | ♀            |
| "Rabiosa"                                         | Shakira feat. El Cata                                 | 2011                         | Latin Fitness/Solo                         | ♀            |
| "Starships"                                       | Nicki Minaj                                           | 2012                         | Charleston Version/Duet                    | ♀/♂          |
| "Summer"                                          | Calvin Harris                                         | 2014                         | Sweat Version/Solo                         | ♂            |
| "Taste the Feeling"                               | Avicii vs. Conrad Sewell                              | 2016                         | Alternate Version/Solo                     | ♀            |
| "This Is How We Do"                               | Katy Perry                                            | 2014                         | Aerobics Version/Solo                      | ♀            |
| "Tribal Dance"                                    | 2 Unlimited                                           | 1993                         | With A Katana/Solo                         | ♂            |
| "Turn Up the Love"                                | Far East Movement feat. Cover Drive                   | 2012                         | Sumo Version/Dance Crew                    | ♂/♂/♂/♂      |
| "Walk This Way"                                   | Run-D.M.C. and Aerosmith                              | 1986                         | Old School/Solo                            | ♀            |

### Contenido de la Comunidad
Nota: Todas las canciones que se muestran en la siguiente tabla, no se encuentran en el juego
| Canción                  | Artista                                               | Año  | Modo                                   | Bailarín(es)   |
| ------------------------ | ----------------------------------------------------- | ---- | -------------------------------------- | -------------- |
| "All About That Bass"    | Meghan Trainor                                        | 2014 | Community Remix/Solo                   | Varios (♀)     |
| "Animals"                | Martin Garrix                                         | 2013 | Extreme Versión/Community Remix/Solo   | Varios (♂)     |
| "Blurred Lines"          | Robin Thicke feat. Pharrell Williams                  | 2013 | Fanmade Choreography/Dúo               | ♂/♀            |
| "Hey Mama"               | David Guetta feat. Nicki Minaj, Bebe Rexha y Afrojack | 2015 | Community Remix/Trío                   | Varios (♂/♀/♂) |
| "I Gotta Feeling"        | The Black Eyed Peas                                   | 2009 | Community Remix/Solo                   | Varios (♂)     |
| "Ievan Polkka"           | Hatsune Miku                                          | 2007 | Community Remix/Solo                   | Varios (♀)     |
| "I'm An Albatraoz"       | AronChupa                                             | 2014 | Community Remix/Solo                   | Varios (♀)     |
| "Sexy and I Know It"     | LMFAO                                                 | 2011 | Community Remix/Solo                   | Varios (♂)     |
| "Stadium Flow"           | Imposs                                                | 2015 | Fanmade Choreography/Solo              | ♂              |
| "Taste the Feeling" (F)  | Avicii vs. Conrad Sewell                              | 2016 | Alternate Version/Community Remix/Solo | Varios (♀)     |
| "The Choice is Yours"    | Darius Dante Van Dijk                                 | 2015 | Community Remix/Solo                   | Varios (♂)     |
| "This Is How We Do"      | Katy Perry                                            | 2014 | Fanmade Choreography/Solo              | ♂              |
| "Turn Up the Love"       | Far East Movement feat. Cover Drive                   | 2012 | Fanmade Choreography/Solo              | ♂              |
| "We No Speak Americano"* | Yolanda Be Cool y DCUP (Hit the Electro Beat)         | 2010 | Fanmade Choreography/Dúo               | ♂/♀            |

- Un "*" indica que la canción es una versión de portada, no la original.
- () Los paréntesis en la columna Artista indican el artista de cubierta de la canción.
- () Los paréntesis en la columna Modo indican que la rutina tiene otro nombre en la séptima generación de consolas
- Un símbolo de género más pequeño (♀ o ♂) indica un bailarín de respaldo en pantalla que no puede reproducirse.
- Un "(F)" indica que la canción es de libre acceso.

## Canciones Eliminadas
Estas son las canciones que solían estar en "Just Dance Now", pero se han eliminado. Se desconoce si volverán. 
| Canción           | Artista                           | Año                                  | Modo                 | Bailarín(es) | Juego Original    |
| ----------------- | --------------------------------- | ------------------------------------ | -------------------- | ------------ | ----------------- |
| "Boys"            | Lizzo                             | 2018                                 | Versión Voguing/Solo | ♂            | Just Dance Now    |
| "Fatima"          | Cheb Salama                       | 2014                                 | Solo                 | ♀            | Just Dance 2015   |
| "Jingle Bells"*   | Traditional (The Just Dance Kids) | 1857 (Versión original) 2011 (Cover) | Solo                 | ♂            | Just Dance Kids 2 |
| "Sweet Sensation" | Flo Rida                          | 2018                                 | Cuarteto             | ♂/♀/♂/♂      | Just Dance 2019   |
| "Without me"      | Eminem                            |                                      | Trio                 |              | Just Dance 2021   |

- Un "*" indica que la canción es una versión de portada, no la original.